# Eddy Ottoz
Eddy Ottoz   (Mandatluec, 3 de juny de 1944) és un atleta italià, ja retirat, especialista en curses amb tanques, que va competir durant la dècada de 1960, sent el gran dominador de l'especialitat a nivell europeu.
El 1964 va prendre part en els Jocs Olímpics d'Estiu de Tòquio, on fou quart en la cursa dels 110 metres tanques del programa d'atletisme. Quatre anys més tard, als Jocs de Ciutat de Mèxic, guanyà la medalla de bronze en la mateixa prova.
En el seu palmarès també destaquen dues medalles d'or en els 110 metres tanques al Campionat d'Europa d'atletisme, el 1966 i 1969; així com tres medalles d'or al Campionat d'Europa en pista coberta de 1966, 1967 i 1968 i dues medalles d'or a les Universíades de 1965 i 1967.
A nivell nacional guanyà cinc campionats italians dels 100 metres tanques, entre 1965 i 1969. Va millorar el rècord italià dels 100 metres tanques repetidament fins a situar-lo en 13.46" el 1968.
Una vegada retirat, el 1969, va continuar vinculat a l'esport. El 1986 passà a exercir d'entrenador i el 1992 passà a entrenar els corredors d'obstacles i velocistes de la selecció nacional d'atletisme d'Itàlia. Entre el l 2001 i el 2012 fou membre del Consell del CONI. Entre el 1998 i el 2006 fou elegit membre del Consell de la Vall de la Vall d'Aosta a les llistes de la Union Valdôtaine.

## Millors marques
- 110 metres tanques. 13.46" (1968)[6][1]